# Liwera
Liwera (gr. Λιβερα, tur. Sadrazamköy) – wieś na Cyprze, w dystrykcie Kirenia. Obecnie znajduje się w granicach Cypru Północnego.